# Le Livre de la mort (Flory)
Pour les articles homonymes, voir Le Livre de la mort.
Le Livre de la mort est un recueil de poèmes publié par le poète français Albert Flory (1890-1978) en 1934.